# Kyrkogårdsögrunden
Kyrkogårdsögrunden är en ö i Finland. Den ligger i Finska viken och i kommunen Kyrkslätt i den ekonomiska regionen  Helsingfors i landskapet Nyland, i den södra delen av landet. Ön ligger omkring 35 kilometer sydväst om Helsingfors.
Öns area är 1,8 hektar och dess största längd är 270 meter i öst-västlig riktning. Ön höjer sig omkring 5 meter över havsytan.